# Oswestry (distrikt)
Oswestry  var ett distrikt i grevskapet Shropshire i England. Distriktet har 37 308 invånare (2001). Det blev 2009 en del av kommunen Shropshire.

## Civil parishes
- Kinnerley, Knockin, Llanyblodwel, Llanymynech and Pant, Melverley, Oswestry, Oswestry Rural, Ruyton-XI-Towns, Selattyn and Gobowen, St. Martin's, West Felton, Weston Rhyn och Whittington.[2]